# 兔菱鰈
兔菱鰈，為輻鰭魚綱鰈形目鰈亞目菱鰈科的其中一種，分布於西南太平洋的紐西蘭海域，棲息深度可達50公尺，體長可達22.2公分，為底棲性魚類，生活在沙底質海域，屬肉食性，生活習性不明，可做為食用魚及遊釣魚。